# یک انسان به‌تمام معنا
یک انسانِ به‌تمام معنا (دانمارکی: Et rigtigt menneske) یک فیلم دانمارکی تجربی به کارگردانی اوکه ساندگرین است که در سال ۲۰۰۱ منتشر شد. این فیلم برپایهٔ قواعد دگما ۹۵ ساخته شده‌است.

## بازیگران
- نیکولای لی کاس
- پیتر میوگین
- سوزان اولسن
- کلاوس بوندام
- یسپر اسهولت
- هنینگ پالنر